# Taszár
Taszár község Somogy vármegyében, a Kaposvári járásban.

## Fekvése
Kaposvártól 8 kilométerre keletre fekszik, a 61-es főút mentén. A főúton könnyen megközelíthető, naponta 21 autóbuszjárat érinti. Taszár vasútállomása a Dombóvár–Gyékényes-vasútvonalon mintegy 2 kilométerre fekszik a község központjától délnyugati irányban.

## Története
A Taszár szó szláv eredetű, eredeti jelentése famunkát, illetve ácsmunkát végezni. Ha minden áron magyarra akarnánk lefordítani, ácsok falva lenne a jelentése. Az első levéltári adatunk Taszárról Szent István idejéből való, aki előírta, hogy minden tíz falunak kötelezően templomot kell építenie. Ilyen templommal rendelkező falu volt Taszár is, s ebből származik megkülönböztető neve, Egyházas-Taszár.
A török kiűzése után megszűnt Taszár többféle elnevezése – Egyházastaszár, Kistaszár, Nagytaszár, Vámostaszár – megmaradt a mindmáig használatos név: Taszár. Ekkor Taszárnak lélekszáma 45 volt, földjei elvadultak, medvék, kóbor farkasok uralják a környéket, temploma elpusztult.
1738-ban kezdték meg az – eredetileg a 15. században épült – templom ismételt felépítését, melynek befejezése 1748-ban ért véget. 1807-től Taszár és környéke, mint hitbizományi birtok a piarista rend kezelése alatt állt mindaddig, míg a magyar állam a nagybirtok rendszerrel a hitbizományokat is megszüntette és államosította. A magyar falvakra jellemző településszerkezetet és építkezési módot az 1950-es években átépített katonai reptér és lakótelep gyökeresen megváltoztatta. A honvédségi objektumok a település jelentős részét foglalják el. Ez elsősorban a reptér és a laktanya beépítését jelenti. A hagyományos falvakra jellemző házak mellett megépültek a reptéren és laktanyában szolgálatot teljesítő katonák 2-3 emeletes, zömmel lapos tetős tömbházai. A taszári reptér kialakítását egyébként a nagyváros közelsége, vezetőinek korszerű gondolkodása indította el még az 1920-as évek végén. Kaposvár város vezetősége felismerte a gyorsaságban rejlő lehetőségeket, és határozatot hozott, amely értelmében 1928 januárjától a város bérbe vette a piarista gazdaság taszári területét reptér létesítése céljából. A munkálatok másfél év leforgása alatt készültek el. A próbarepüléseket követő kiigazítások után a reptér rendszeres forgalmat 1930. május 1-től fogva látott el. A reptér akkori műszaki állapota megfelelt az európai színvonalnak, s üzemi ideje a jó időjáráshoz alkalmazkodott.  Első üzemi időszaka 1930 május elsejétől szeptember 21-ig tartott. Két rendszeres járat működött Budapest – Kaposvár, illetve Kaposvár – Pécs irányában. 1931-ben a Budapest-Kaposvár járat menetideje 75 perc volt, míg a Kaposvár-Pécs járaté 22 perc. A viteldíj Pestre 20 pengő volt, míg Pécsre 8. Első üzemi esztendejében a forgalom 114 személyszállító repülőgépből állt. A repülőgépek az utasokon kívül gyors teherforgalomban részt vettek. A repülés és a reptér népszerűsítése céljából 1930. szeptember 6-án repülőnapot tartottak 12 hazai gyártású sportrepülőgép látványos bemutatójával, amelyre a környékről, s Kaposvárról mintegy 10 000 főnyi nézőközönség volt kíváncsi. 
1932-ben a gazdasági válság hatásai miatt csak későn, július 16-án indult meg a forgalom, s 1934-ben is csak nyáron indult el a forgalom ezúttal az időjárási körülmények miatt.  A harmincas évek második felében a járatok megszűntek, s a repteret épületeivel, műszaki berendezéseivel együtt átvette a honvédség s innentől fogva repülőtér a katonaság egyik fontos légibázisa lett.
A község 1995-ben a nemzetközi és hazai érdeklődés középpontjába került. A délszláv válság miatt Taszár az IFOR majd később az SFOR csapatok logisztikai bázisa lett. 2003-ban pedig a taszári bázison történt az iraki önkéntesek kiképzése.
Taszár útjai és járdái szilárd burkolatúak. Az általános iskolában 300 fő gyermek tanul, modern nyelvi labor, számítástechnika terem segíti a diákok és tanárok munkáját. A község modern felszereltségű orvosi és fogorvosi rendelővel rendelkezik.
A községben 2013-ig zárt-láncú, 18 csatornás kábeltévé rendszer működött, a lakások 98%-ban információs tévécsatorna fogható. 2002-től informatikai csomópontként működik a Teleház információs iroda a településen, melynek szolgáltatásai kiterjednek a község területén működő, mezőgazdasági, ipari vállalkozókra. Egyben lehetőséget biztosítanak a felnövekvő ifjúság és az idősebb korosztály részére, hogy az internetre csatlakozhassanak ismeretszerzés céljából.

## Közélete

### Polgármesterei
- 1990–1994: Dr. Kovács József (független)[7]
- 1994–1998: Dr. Kovács József (független)[8]
- 1998–2002: Dr. Kovács József (független)[9]
- 2002–2003: Dr. Kovács József (független)[10]
- 2003–2006: Pataki Sándor (független)[11]
- 2006–2010: Pataki Sándor (független)[12]
- 2010–2014: Pataki Sándor (független)[13]
- 2014–2019: Pataki Sándor (független)[14]
- 2019–2024: Varjas András (független)[15]
- 2024– : Varjas András (független)[1]

A településen 2003. április 27-én időközi polgármester-választást kellett tartani, mert az előző polgármester – összeférhetetlenségi okokból – lemondott e tisztségéről. Ez az időközi választás a hazai választástörténet szempontjából országos viszonylatban is különleges volt, mert kereken tíz jelölt indult el rajta a faluvezetői posztért, márpedig ilyen magas jelöltszámra választási évenként legfeljebb két-három településen akad példa.

## Népesség
A település népességének változása:
| Lakosok száma | 1970 | 1963 | 1915 | 1869 | 1766 | 1732 | 1723 |
|               | 2013 | 2014 | 2015 | 2021 | 2022 | 2023 | 2024 |

A 2011-es népszámlálás során a lakosok 85,4%-a magyarnak, 1,5% cigánynak, 1% németnek, 0,2% románnak mondta magát (14,5% nem nyilatkozott; a kettős identitások miatt a végösszeg nagyobb lehet 100%-nál). A vallási megoszlás a következő volt: római katolikus 44%, református 4,7%, evangélikus 0,6%, görögkatolikus 0,2%, felekezeten kívüli 19,9% (29,7% nem nyilatkozott).
2022-ben a lakosság 87,8%-a vallotta magát magyarnak, 1,3% cigánynak, 1,1% németnek, 0,1-0,1% szerbnek, románnak, örménynek és szlováknak, 2,1% egyéb, nem hazai nemzetiségűnek (12,2% nem nyilatkozott; a kettős identitások miatt a végösszeg nagyobb lehet 100%-nál). Vallásuk szerint 29,4% volt római katolikus, 5,2% református, 0,8% evangélikus, 0,3% görög katolikus, 0,4% egyéb keresztény, 1,5% egyéb katolikus, 19,3% felekezeten kívüli (43% nem válaszolt).

## Nevezetességei
- Repülőmúzeum

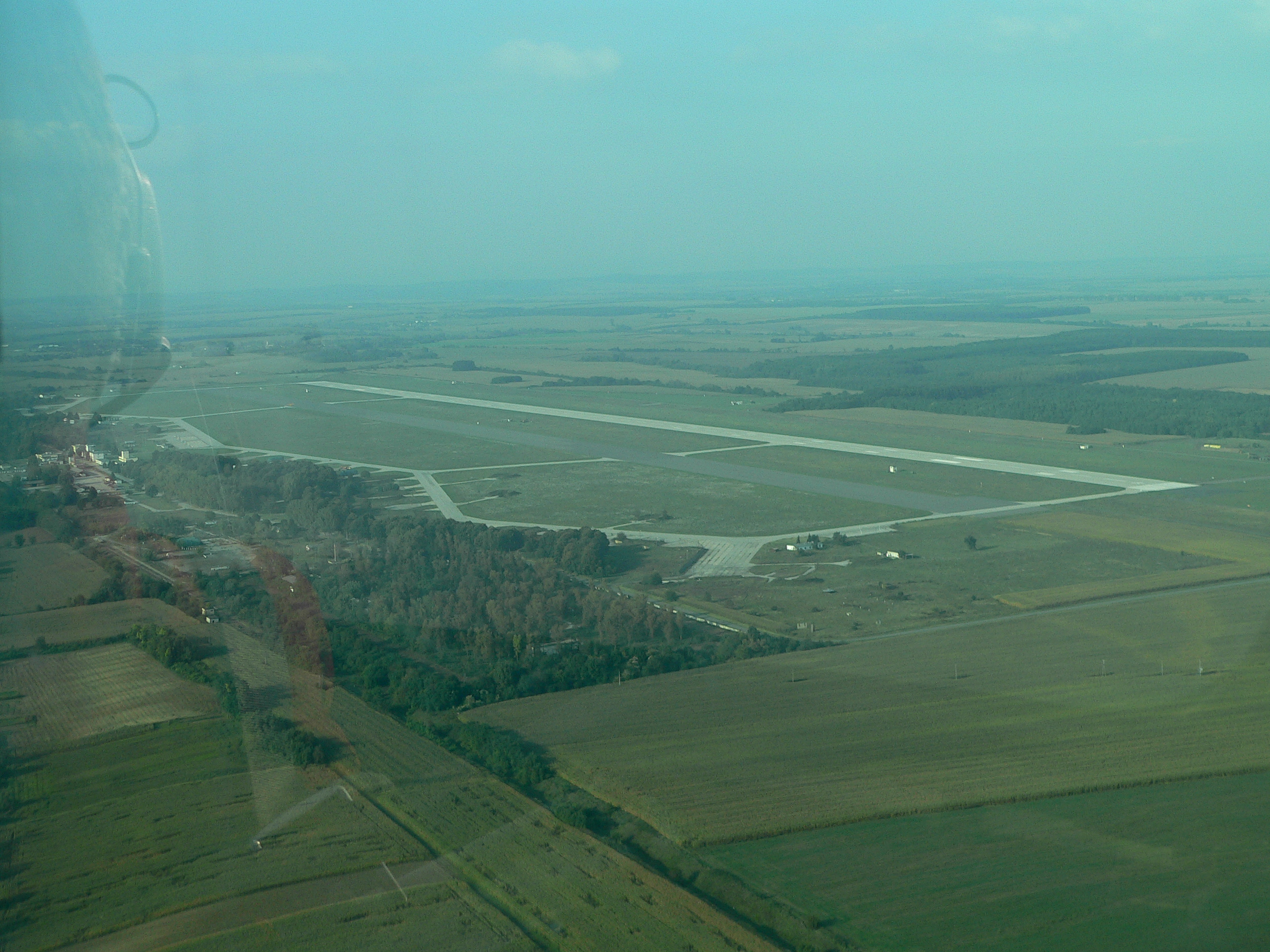

- Turulmadár-emlékmű: „Minden magyar repülő emlékére, ki e helyről védte a hazát”
- 18. századi templom
- Gagarin-szobor